# Georges Frédéric Strass
Pour les articles homonymes, voir Strass (homonymie).
Georges Frédéric Strass (Georg Friedrich en allemand sur son acte de baptême), joaillier du roi de France, est né à Wolfisheim à quelques kilomètres de Strasbourg, le 29 mai 1701, et mort à Paris le 22 décembre 1773. Il inventa le strass, cette matière synthétique qui imite le diamant et par extension les autres pierres précieuses.

## Biographie

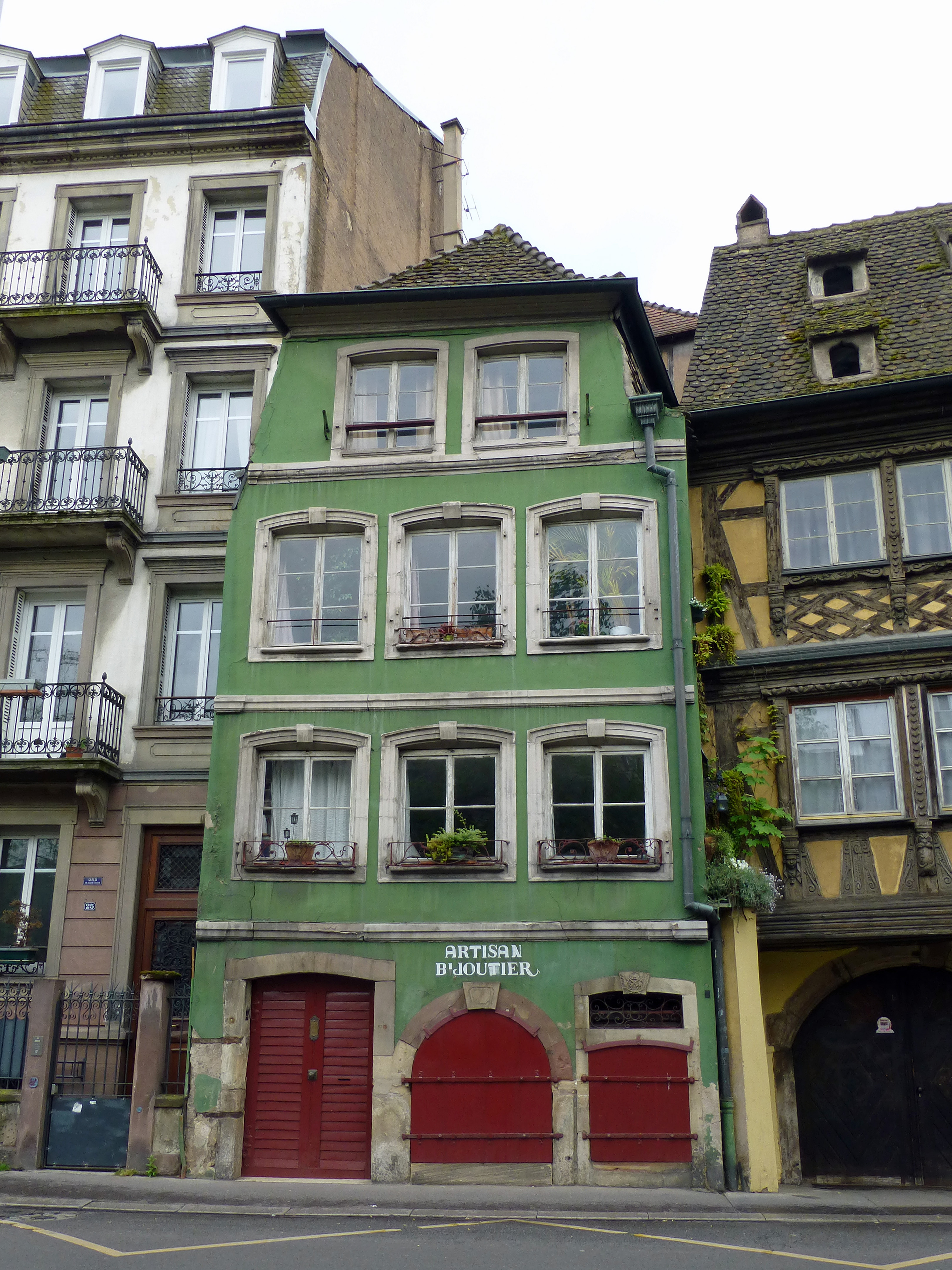
Maison d'Abraham Spach, au no 24 du quai des Bateliers à Strasbourg, où le jeune Strass fut apprenti de 1714 à 1719.

Il est le fils d'un pasteur. Il a été apprenti à Strasbourg dans l'atelier de l'orfèvre Abraham Spach, de 1714 à 1719 peut-être « attiré par son oncle Jacques-Frédéric Bapst, établi chaudronnier dans cette ville ». Cet atelier a, toujours  gardé une activité de bijouterie, aujourd'hui Jean-Robert Hauss, bijoutier/sertisseur a succédé à son père Claude Hauss (artisan bijoutier), il en est l'actuel occupant des lieux.   [réf. nécessaire]).
Il apparaît à Paris en 1724 « dans l’atelier de la veuve Prévost, qui apparemment tenait une petite industrie de joaillerie à la mode. Bientôt associé de cette maison, il est établi à son compte dès le 15 mai 1734, date à laquelle il est nommé joaillier privilégié du roi ; son poinçon portait GFS et une épée couronnée ».
Il ne semble pas avoir été marié. Son testament reçu par le notaire Dosfant à Paris, est aux Archives nationales (l'insinuation est aux archives de Paris sous la cote DC. 255, en date du 18 juin 1773). Il n'y est fait aucune allusion à une épouse et des enfants. Sa nièce Marie Salomé Strass s'est mariée à Strasbourg avec Marc Antoine Porta, avocat à Lausanne. Il y a confusion avec son neveu également dénommé « Georges Frédéric Strass », cité dans ce testament.
Il meurt à Paris le 22 décembre 1773 et est inhumé le lendemain dans le cimetière protestant du Port-au-Plâtre.

## Hommages
Une place de Strasbourg, proche de l'église Sainte-Madeleine, porte son nom.